# Banz (Oberfranken)
Banz war eine Gemeinde im Landkreis Lichtenfels, Oberfranken, Bayern.

## Geschichte
Die Gemeinde Banz entstand am 1. Juli 1972 durch den Zusammenschluss der bis dahin selbständigen Gemeinden Altenbanz, Nedensdorf, Stadel und Unnersdorf. Außerdem wurden von der Gemeinde Weingarten die Orte Schloss Banz, Forsthaus Banz, Neubanz, Hausen und Voreichen eingegliedert. Im Jahr 1970 hatten die Orte der Gemeinde zusammen 1128 Einwohner.
Am 1. Januar 1978 wurde die Gemeinde Banz aufgelöst und in die Stadt Staffelstein eingegliedert.